# Каркасная модель
Каркасная модель — модель объекта в трёхмерной графике, представляющая собой совокупность вершин и рёбер, которая определяет форму отображаемого многогранного объекта. Каркасные модели были известны ещё в эпоху Возрождения.

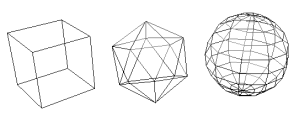
Примеры простейших каркасных сеток

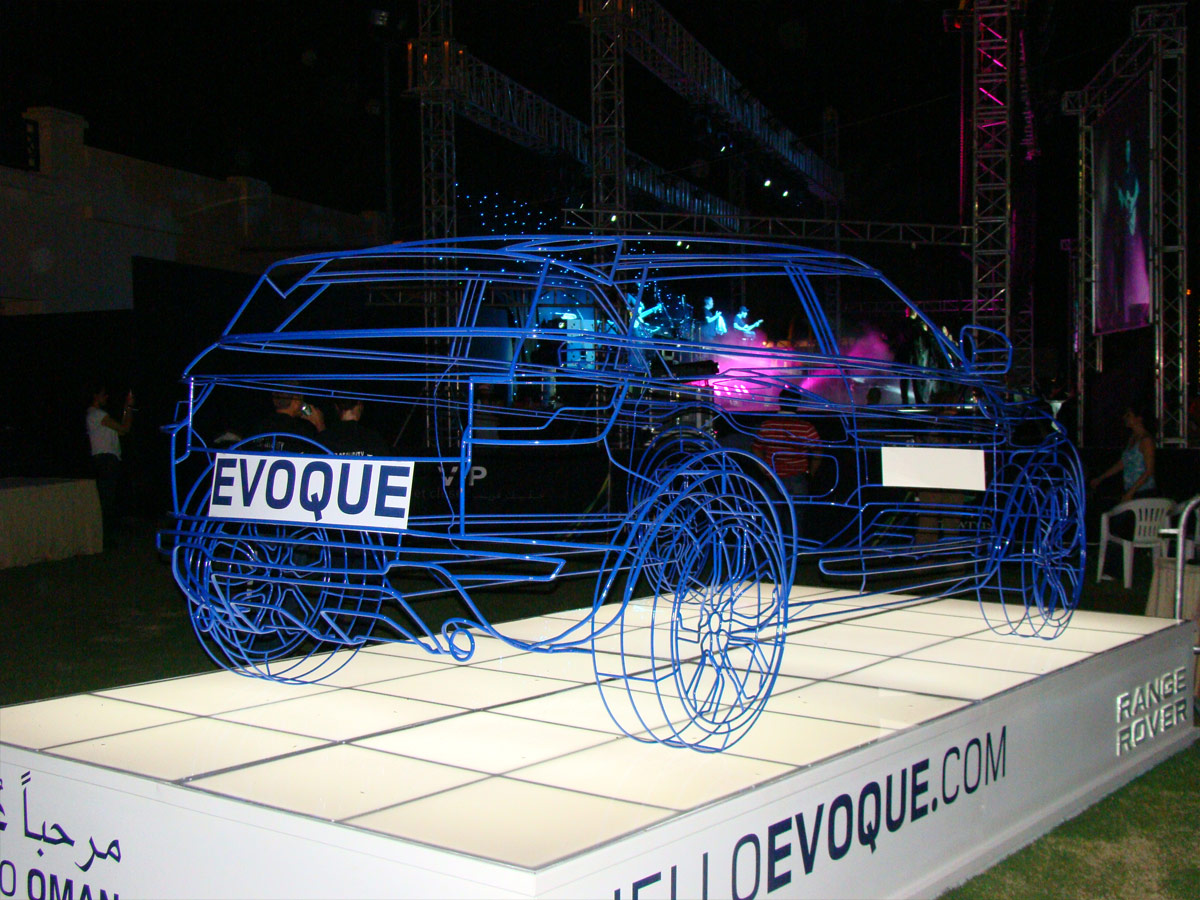
Каркасная модель автомобиля

Простейшая модель состоит из списка вершин, где каждой вершине соответствуют некоторые координаты в трёхмерном пространстве и списка отрезков-рёбер, где описана начальная и конечная вершина каждого ребра. В более сложных моделях рёбра могут описываться кривыми, например, кривыми Безье. Термин «каркасная модель» происходит из конструкторского моделирования — первые некомпьютерные модели представляли собой каркас предмета, обтянутый тканью или голый «скелет» моделируемого предмета. Сегодня такие модели нередко используются в качестве арт-объектов.
Поскольку для отображения таких моделей требуется относительно немного вычислительных ресурсов, они широко применяются там, где требуется высокая производительность и большое число кадров в секунду, например, в программах для конструирования трёхмерных объектов, разработки компьютерной графики и т. п. При отображении на двумерном дисплее можно спрятать те рёбра, которые находятся дальше от наблюдателя, закрасить грани или наложить текстуры. Таким образом, пользователь программы может легко взаимодействовать с моделью: поворачивать её, «видеть насквозь», изменять вершины и рёбра, не прибегая при этом к ресурсоёмкому «реалистичному» рендерингу.

## Пример простейшей модели
Объект (в данном случае — куб) описывается при помощи двух таблиц: (1) Вершины и (2) Рёбра.
Таблица вершин содержит список вершин и координаты каждой из них в трёхмерном пространстве относительно единой точки начала координат (0,0,0).
| Вершина | X  | Y  | Z  |
| ------- | -- | -- | -- |
| 1       | 1  | 1  | 1  |
| 2       | 1  | -1 | 1  |
| 3       | -1 | -1 | 1  |
| 4       | -1 | 1  | 1  |
| 5       | 1  | 1  | -1 |
| 6       | 1  | -1 | -1 |
| 7       | -1 | -1 | -1 |
| 8       | -1 | 1  | -1 |

Таблица рёбер перечисляет начальную и конечную вершину для каждого рёбра объекта.
| Ребро | Начальная вершина | Конечная вершина |
| ----- | ----------------- | ---------------- |
| 1     | 1                 | 2                |
| 2     | 2                 | 3                |
| 3     | 3                 | 4                |
| 4     | 4                 | 1                |
| 5     | 5                 | 6                |
| 6     | 6                 | 7                |
| 7     | 7                 | 8                |
| 8     | 8                 | 5                |
| 9     | 1                 | 5                |
| 10    | 2                 | 6                |
| 11    | 3                 | 7                |
| 12    | 4                 | 8                |

Для простейшей интерпретации этой модели необходимо обойти список рёбер, отрисовывая ребро и обе вершины в нужных координатах. Для отображения модели на плоскости потребуется рассчитать трансформацию трёхмерных координат в двумерные.
Модель не включает в себя информацию о гранях объекта.